# Academia Porteña del Lunfardo
La Academia Porteña del Lunfardo se fundó el 21 de diciembre de 1962 con el fin de seguir la evolución del habla popular rioplatense, el lunfardo.
La Academia es una institución privada que se financia con pequeños aportes que realizan los interesados en dicha jerga. A lo largo de su existencia, ha editado libros, folletos y artículos relacionados con el lunfardo en particular y con la cultura popular en general. También ofrece al público servicios gratuitos como el acceso a su biblioteca y archivos lexicológicos.

## Presidentes
- José Barcia entre 1962 y 1981.
- Marcos Augusto Moríningo, entre 1981 y 1985.
- Sebastián Piana, entre 1985 y 1994.
- José Gobello, entre 1995 y 2013.
- Otilia Da Veiga desde 2014.